# Дамія (населений пункт)
Дамія (араб. جسر داميا) — місто в провінції Ель-Балка в Йорданії. Воно було пов'язане з біблійним містом Адама. Місто знаходиться поблизу Джіср-ед-Даміє або мосту Дамія, який перетинає річку Йордан на Західний берег.
Населення складається з кількох родин, що належать до клану Аббадів, таких як Рамадне. Відповідно, земля належала переважно племенам Аббадів, а землі ближче до річки належали племені Аль-Масаїд, землі якого простягалися за Йорданом до Аль-Джифтліка і в напрямку Єрихону.